# Jean Giraud
Pour les articles homonymes, voir Jean Giraud (mathématicien), Giraud, Moebius et Gir.
Pour l’article ayant un titre homophone, voir Jean Girault.
Jean Giraud, connu sous son vrai nom et sous les pseudonymes Mœbius (/møbjys/) et Gir, né le 8 mai 1938 à Nogent-sur-Marne et mort le 10 mars 2012 à Montrouge, est un auteur français de bande dessinée.
Il est le créateur, avec le scénariste Jean-Michel Charlier, de la célèbre bande dessinée de western Blueberry, qu'il signe sous le nom de Gir puis sous son vrai nom. Sous le pseudonyme de Mœbius, il est l'auteur et/ou le dessinateur de bandes dessinées de science-fiction, telles que Arzach, Le Garage hermétique, L'Incal ou Le Monde d'Edena, qui lui valent une reconnaissance internationale jusqu'aux États-Unis et au Japon, habituellement peu réceptifs à la bande dessinée européenne.
Mœbius est l'un des fondateurs de la maison d'édition Les Humanoïdes associés, éditrice du magazine Métal hurlant. Il participe également à la conception graphique de films comme Alien et Tron. Son impact sur la bande dessinée, sous le nom de Giraud comme sous celui de Mœbius, font de lui l'un des dessinateurs francophones majeurs du XXe siècle.

## Biographie

### Enfance
Issu d'un milieu modeste, il passe son enfance à Fontenay-sous-Bois, dans la banlieue parisienne. Il vit alors chez ses grands-parents paternels, ses parents s'étant séparés lorsqu'il avait trois ans.
Il commence à dessiner à l'âge de 12 ou 13 ans, essentiellement des cow-boys et des indiens. À 14 ans, son père lui montre un numéro de Fiction, revue que Jean Giraud continue à acheter régulièrement, avec Galaxie, pendant une quinzaine d'années.

### Débuts
À l’âge de 15 ans, il vend sa première histoire au dessinateur Marijac. À l'âge de 16 ans, il commence sa formation technique à l’École supérieure des arts appliqués Duperré de la rue Dupetit-Thouars, à Paris, où il reste deux ans.
À l'âge de 18 ans, il publie ses premières illustrations en travaillant pour la publicité, la mode ou la décoration. Il crée la même année sa première bande dessinée, Frank et Jérémie, publiée entre février et juillet 1956, dans les numéros 10 à 17 du mensuel Far-West. À partir de cette même année, il décide de se consacrer entièrement à la bande dessinée et collabore comme dessinateur à des revues telles que Fripounet et Marisette, Cœurs vaillants et Sitting-Bull.
Après avoir effectué un séjour de neuf mois au Mexique, chez sa mère, il effectue son service militaire, tout d'abord chez les chasseurs en Allemagne, puis en Algérie.
En 1962, il devient l'apprenti de Jijé, qu'il a rencontré avant son service militaire. Jijé jouit à cette époque d'une solide réputation dans le monde de la bande dessinée européenne. À ce titre, Jean Giraud se charge de l'encrage d'un épisode de Jerry Spring, La Route de Coronado, une série western publiée dans le journal Spirou,. « C'était une époque merveilleuse. Joseph a été pour moi un père parfait ; je n'ai qu'à me féliciter des leçons qu'il m'a données ». Il travaille aussi avec Jean-Claude Mézières sur la collection L'Histoire des civilisations chez Hachette en 1961 et 1962.

### PiloteetBlueberry
En 1963, Jean-Michel Charlier cherche un dessinateur pour un western à paraître dans Pilote et en parle à Jijé, qui propose à Jean Giraud d'en devenir l’illustrateur. Ainsi commencent les aventures du fameux lieutenant Blueberry, qui a eu un très grand succès et est devenu un classique du genre. Jean Giraud signe les planches de cette série du diminutif de Gir, mais son nom complet apparaît sur la couverture des albums.
La saga de Blueberry compte vingt-huit albums ainsi que deux séries dérivées (quinze volumes) : Marshall Blueberry (Jean Giraud, William Vance et Michel Rouge) et La Jeunesse de Blueberry (Jean Giraud, Colin Wilson et Michel Blanc-Dumont).
En mai 68, il est l'un des instigateurs du « tribunal du peuple » qui fait comparaître René Goscinny dans une brasserie de la rue des Pyramides pour le mettre en accusation comme « valet des patrons ». « Goscinny […] s'est trouvé seul face à une meute de loups qui, au lieu de lui parler des problèmes de la B.D., se sont mis à l'agresser. Moi j'ai fait partie des loups, je l'ai attaqué d'une façon épouvantable ».

### Mœbius

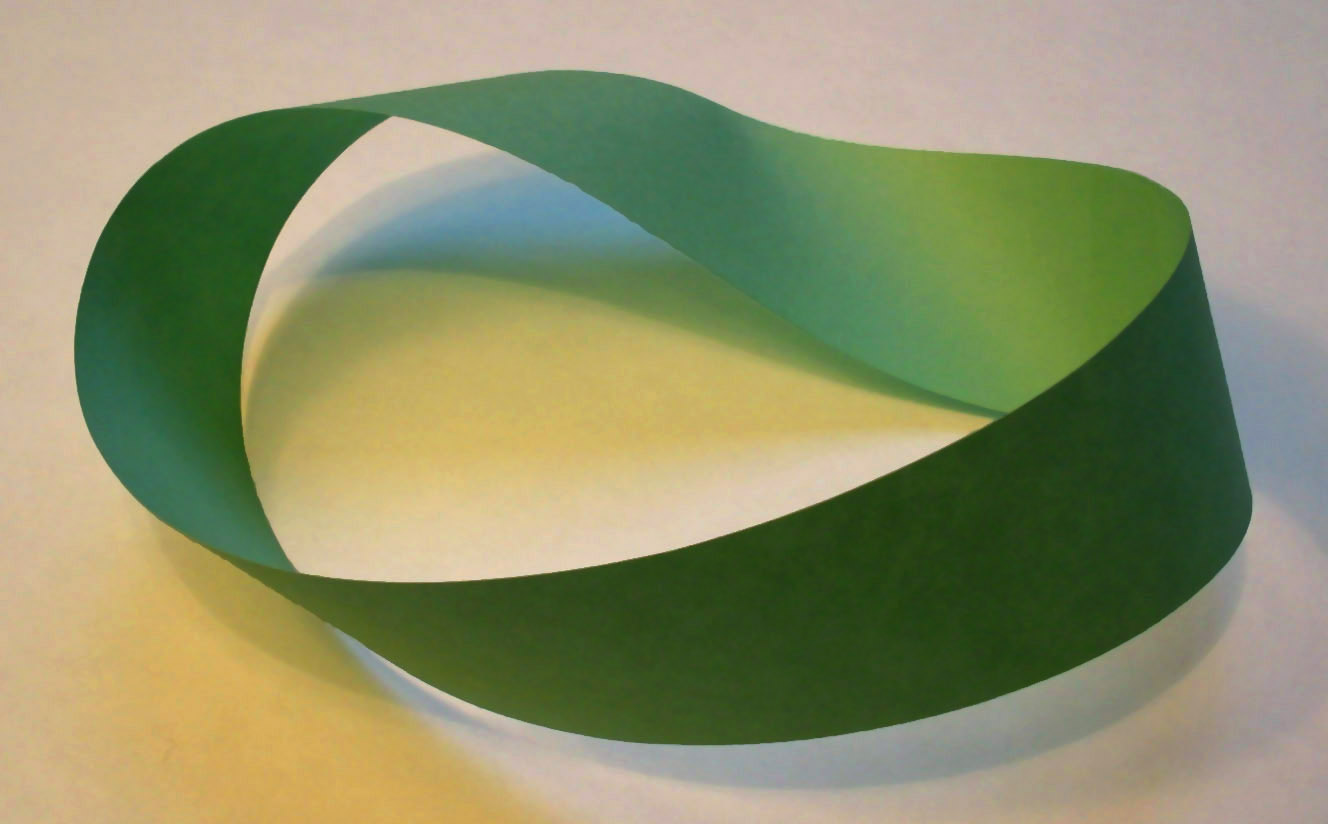
Ruban de Möbius.

À partir de la fin des années 1960, Jean Giraud illustre une série de magazines et de livres de science-fiction dans lesquels il aborde des thèmes plus personnels et moins conventionnels. Ces illustrations sont signées Mœbius, pseudonyme inspiré du ruban à une seule face décrit par le mathématicien allemand August Ferdinand Möbius.
Ce pseudonyme est utilisé pour la première fois dans une bande dessinée intitulée L’Homme du XXIe siècle, publiée en mai 1963 dans le numéro 28 d'Hara-Kiri. Mœbius apparaît une dizaine de fois dans Hara-Kiri jusqu’au numéro 40, sorti en 1964. Par la suite, Jean Giraud n'utilisera plus cette signature sur une planche de bande dessinée jusqu'en 1971, mais il continuera à s'en servir pour ses illustrations de science-fiction. En 1975, il rencontre Alejandro Jodorowsky pour qui il avait précédemment, en 1970, sans connaître le réalisateur, réalisé l'affiche du film El topo.

### Métal Hurlant
À partir de 1974, Giraud délaisse progressivement Pilote. Il participe à l'éphémère mensuel Lucky Luke de Dargaud et commence à illustrer des pages de L'Écho des savanes (publication de la BD Cauchemar blanc). En 1975, il fonde avec Jean-Pierre Dionnet, Philippe Druillet et Bernard Farkas, Les Humanoïdes associés, qui édite le magazine Métal Hurlant.
Il peut ainsi créer et publier des bandes dessinées de science-fiction dans le style underground, comme Arzach (prépublié en 1975 dans Métal hurlant, album en 1976) ou Le Garage hermétique (prépublié de 1976 à 1979 dans Métal hurlant, album en 1979 sous le titre Major fatal), qui influenceront une génération entière d'artistes. Il publie ces bandes dessinées sous le pseudonyme de Mœbius aux éditions Les Humanoïdes associés, ainsi que Le Bandard fou, Les Yeux du chat, etc.

### Reconnaissance internationale et cinéma

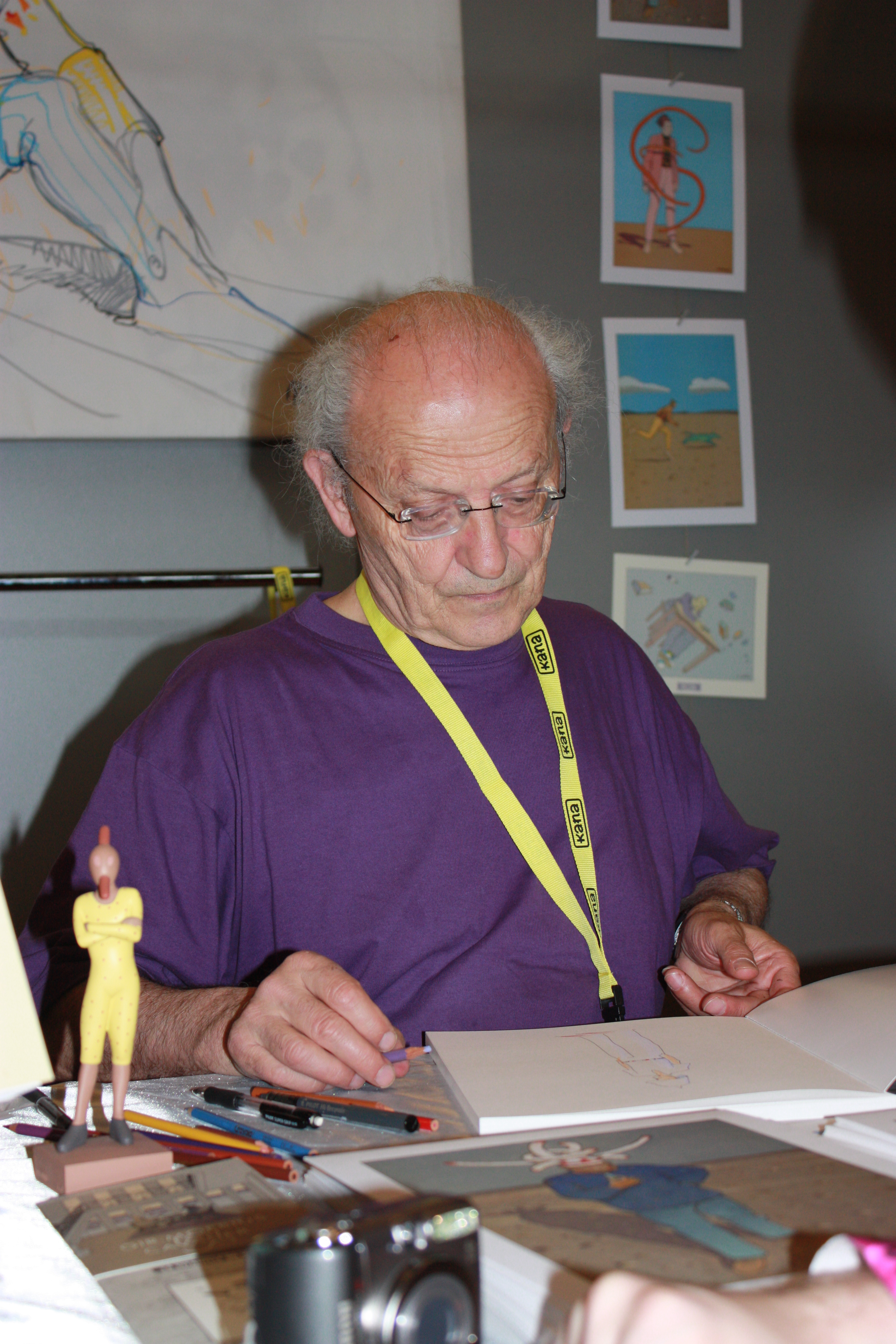
Jean Giraud lors d'une séance de dédicace à la Japan Expo 2008.

Ses illustrations de science-fiction et Arzach, œuvre révolutionnaire pour l'époque, le font connaître à l'étranger et Jean Giraud/Mœbius est contacté par des cinéastes français et américains pour participer à la préproduction de films de science-fiction dans les années 1970.
Une première collaboration se noue avec Alejandro Jodorowsky et Dan O'Bannon, qui engagent Giraud pour les assister dans la création d'un film inspiré de Dune, le roman de Frank Herbert. Alors qu'il rentre du Festival de Cannes en compagnie de son producteur, Michel Seydoux, Jodorowsky découvre dans une station service les bandes dessinées de science-fiction signées Moebius, et les albums de Blueberry signés Jean Giraud. Séduit par les dessins, et ignorant qu'ils sont l'oeuvre du même artiste, il pense engager Mœbius pour les costumes de son film et Giraud pour le storyboard. Il rencontre alors Giraud chez son attaché de presse, se rend compte de sa méprise, et lui propose de travailler sur le projet Dune. Devant l'hésitation de celui-ci, il le menace d'embaucher Philippe Druillet à sa place, ce qui le convainc de s'engager.
Mais le projet est voué à l'échec, faute de moyens,. Cet événement, qui met un terme à quasiment deux ans de travail, plonge dans l'abattement tous les collaborateurs du film. Mais Jodorowsky et Mœbius se recroisent par hasard, à un concert de Barbara, auquel ils sont placés côte à côte. De cette deuxième rencontre fortuite naît l'idée chez les deux hommes de collaborer ensemble à une série de bande dessinée. C'est ainsi que naît L'Incal, une saga de science-fiction en six volumes parus entre 1980 et 1988.
L'aventure hollywoodienne de Jean Giraud n'est pas finie car il est engagé en 1977 par Ridley Scott pour participer à la conception graphique des costumes d’Alien, le huitième passager. Par la suite, il acceptera d'autres collaborations pour le cinéma. Ainsi en 1982, il dessine les décors et les costumes du film Tron puis il réalise le story-board et crée les personnages du film d'animation Les maîtres du temps de René Laloux.
En 1986, Jean Giraud part vivre à Los Angeles et monte avec sa première épouse Claudine la maison d'édition Starwatcher Graphics. Il réussit en parallèle à convaincre Marvel Comics de publier la plupart de ses travaux produits jusqu’à présent sous sa signature Mœbius.
Cette rencontre l’amènera à illustrer une histoire du Surfer d'argent en collaboration avec Stan Lee et selon la méthode Marvel. Circonstance rare pour un auteur européen, cette contribution a influencé plusieurs auteurs de comics, comme Jim Lee ou Mike Mignola. Il continue de travailler sur des films américains comme Les Maîtres de l'univers réalisé par Gary Goddard pour lequel il dessine les personnages, Willow et Abyss mais pour ces derniers ses créations ne sont pas reprises par les illustrateurs suivants. Il est également cofondateur des Éditions Aedena avec Jean Annestay et Gérard Bouysse, et travaille notamment sur des œuvres en tandem avec Geof Darrow ou Tanino Liberatore. Il est aussi l'auteur d'une autobiographie : Mœbius Giraud : Histoire de mon Double, aux Éditions no 1.

### Diversification et expositions
En 1978, à Tahiti, il se rapproche de Jean-Paul Appel-Guery, gourou de la secte Iso Zen aussi appelée Siderella. Il affirme en être parti sept ans après, disant qu'« il y a une frontière que l'on ne peut pas franchir [qui est] celle de la dignité humaine »,,,.
En 1988, la poste française émet un carnet de douze timbres à 2,20 F sur le thème de la Communication dessinés par douze auteurs de BD français, parmi lesquels Mœbius, Reiser, Fred, Brétécher, Tardi, Bilal, etc., tous Grands Prix du Festival d'Angoulème.
En 1996, sa seconde épouse Isabelle, reprend la maison d’édition et galerie Stardom, devenue aujourd'hui Mœbius Production. Ils éditent ensemble livres, sérigraphies et affiches en édition limitée, consacrés à son œuvre. En 1997, Luc Besson l'engage pour travailler sur Le Cinquième Élément. En 1999, il est président du jury de la première édition du Festival international des Très Courts.
En 2002, il crée la série Arzach Rhapsodie en quatorze épisodes pour la télévision.
Du 1er mars 2004 au 13 avril 2005 se déroule à l'hôtel de la Monnaie à Paris l'exposition Miyazaki-Mœbius. Elle met en parallèle les travaux de Jean Giraud et de Hayao Miyazaki, célèbre réalisateur de films d'animation japonais du studio Ghibli. Plus de trois cents dessins y ont été exposés.
En mai 2006 est émis en France un timbre (en carnet de dix timbres adhésifs) sur le thème des vacances du futur, dont le dessin est réalisé par Jean Giraud.

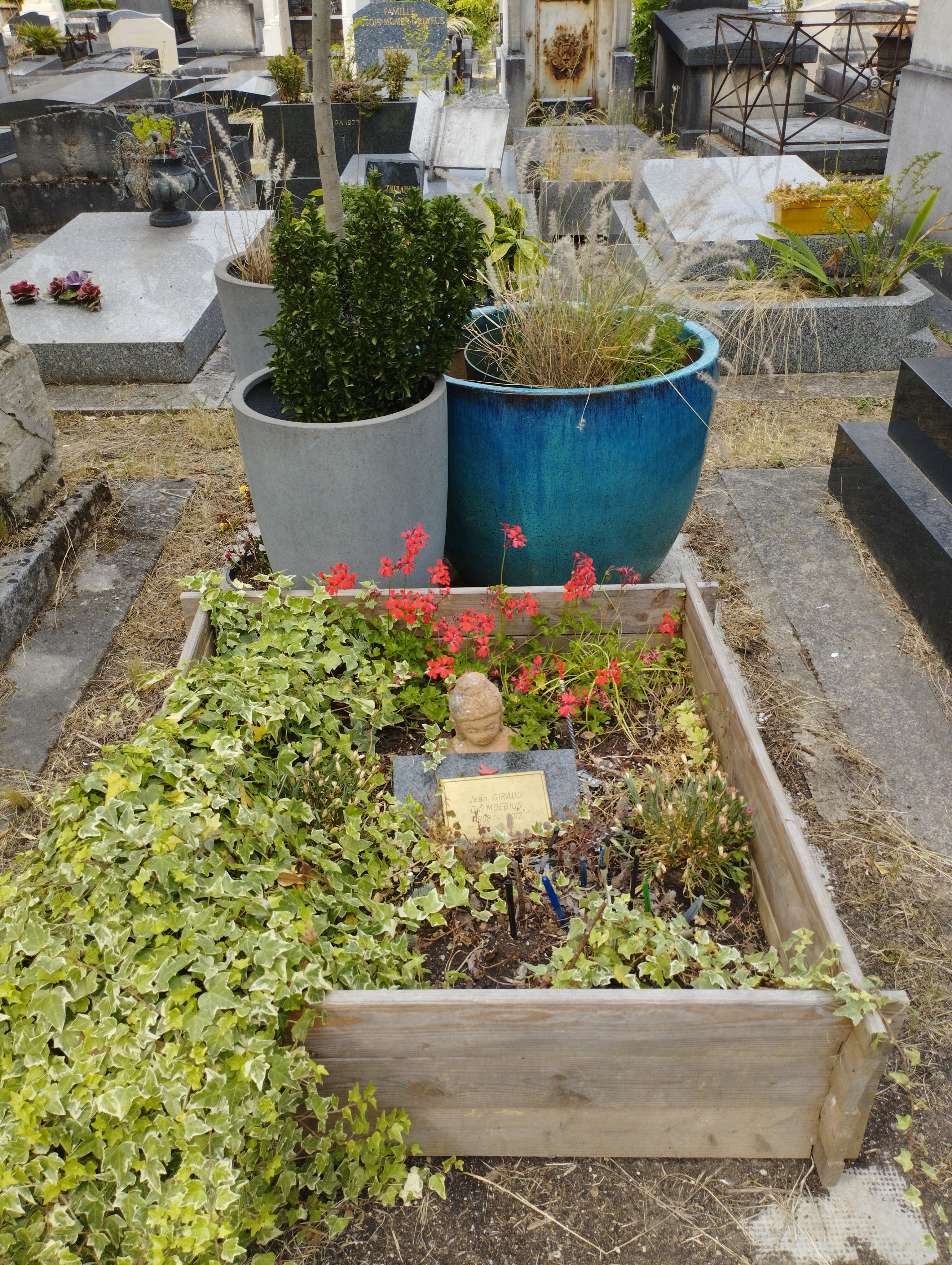
Tombe de Jean Giraud au cimetière du Montparnasse (9e division).

Avec le magicien Gérard Majax en février 2008, il participe à la réalisation d'une nouvelle attraction du Parc du Futuroscope, La Citadelle du Vertige, inspirée des univers du Garage hermétique. En octobre 2010, la Fondation Cartier pour l'art contemporain organise la première rétrospective majeure consacrée à l’œuvre de Giraud-Mœbius, Moebius-Transe-Forme,.
La même année il réalise le court métrage La Planète encore avec Geoffrey Niquet. En 2011, il participe à l'exposition Tron L'héritage à la galerie Chappe.

### Vie familiale
Jean Giraud s’est marié deux fois. Tout d’abord avec Claudine Conin, avec qui il a eu deux enfants, Hélène et Julien Giraud. Puis avec Isabelle Champeval, rencontrée en 1987 et avec qui il se marie en 1995. Ensemble, ils ont eu deux enfants, Raphaël et Nausicaä Giraud. Isabelle est restée à ses côtés jusqu’à son décès en 2012.
Jean est également devenu grand-père de trois petits-enfants .
En 1997, Jean et Isabelle ont fondé Mœbius Production, une société chargée de la gestion et de la préservation de l'œuvre du célèbre dessinateur. Après la disparition de Jean Giraud, Isabelle poursuit son engagement en veillant à la diffusion et à la valorisation de son héritage artistique à travers des projets d’édition et des expositions internationales .

### Décès
Jean Giraud meurt le 10 mars 2012 à Paris à l'âge de 73 ans, des suites d'une embolie pulmonaire consécutive à un lymphome.
Il est inhumé le 15 mars au cimetière du Montparnasse (9e division, à quelques mètres de Maurice Pialat) après une cérémonie religieuse à la basilique Sainte-Clotilde.

## Style
Connu pour la rapidité d'exécution de ses dessins, Jean Giraud a un style graphique très varié, pouvant aller du réalisme fouillé de ses débuts dans les Aventures du lieutenant Blueberry, commencées en 1963, à l'onirisme et aux épures lyriques d'ouvrages plus récents. Son dessin va de la gravure, au trait classique en noir et blanc, au travail de la couleur environnementale typique de la ligne claire.
Ses univers sont pour la plus grande partie axés sur une science-fiction fantasmagorique et délirante ainsi qu'une poésie teintée de métaphysique.
Influencé par les étendues désertiques du Mexique, il aime dessiner des personnages sur une surface plane et uniforme, qui peut aller du Sonora à l'absence totale de décor. Que ce soit dans les séries Blueberry ou Arzach, le désert est une figure récurrente dans son œuvre. En effet, parce qu'aucune construction humaine ne vient imposer un sens déterminé, il autorise tous les possibles métamorphiques, d'où ses nombreux dessins où les personnages traversant le désert connaissent des métamorphoses surprenantes.
Bien que la bande dessinée européenne soit peu diffusée au Japon, Mœbius y est respecté, notamment des auteurs locaux : « il est très populaire parmi les dessinateurs de ma génération » selon Jirō Taniguchi, né en 1947. D'après Gō Nagai, « Mœbius a inventé un nouveau monde fantastique, ouvert de nouveaux horizons ».

## Œuvre littéraire
L'article détaillé recense les œuvres personnelles de Jean Giraud (alias Mœbius et Gir) en tant que dessinateur, scénariste et illustrateur.

## Filmographie

### Contributions artistiques

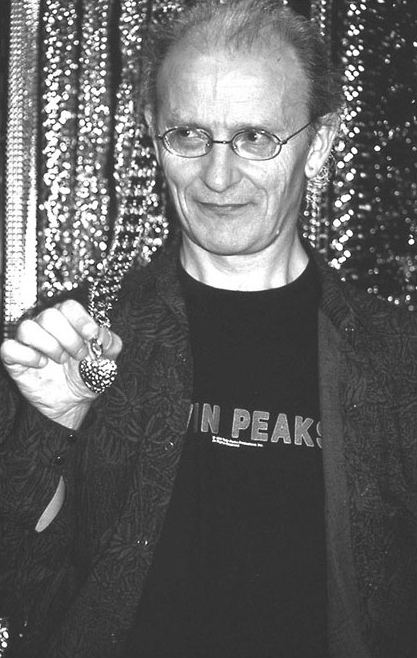
Jean Giraud à Lugano en 1992.

Jean Giraud a participé à la conception graphique de nombreux films :
- Dune (1975) d'Alejandro Jodorowsky (jamais réalisé)
- Alien, le huitième passager (1979) de Ridley Scott
- Les Maîtres du temps (1982) de René Laloux
- Tron (1982) de Steven Lisberger
- Les Maîtres de l'Univers (Masters of the Universe, 1987) de Gary Goddard
- Willow (1988) de Ron Howard
- Abyss (1989) de James Cameron
- Little Nemo : Les Aventures au Pays de Slumberland (1992) de Masanori Hata, Misami Hata et William T. Hurtz
- Il était une fois… (1995), adaptation de La Belle au bois dormant
- Space Jam (1996) de Joe Pytka
- Le Cinquième Élément (1997) de Luc Besson
- D'autres mondes (2004) de Jan Kounen

### Adaptations de ses œuvres
Par lui-même
- Starwatcher (1991), pilote pour un long métrage avec Medialab, annulé en 1992 après la mort d'Alain Guiot
- Arzak Rhapsody (2003), mini-série
- La Planète encore (2010), court métrage

Par d'autres réalisateurs
- Cauchemar blanc (1991) de Mathieu Kassovitz
- Blueberry, l'expérience secrète (2004) de Jan Kounen
- Le Ruban de Moebius (Thru the Moebius Strip) (2005) de Glenn Chaika

### Influence
Son œuvre a aussi inspiré l'esthétique de plusieurs films :
- Arzach pour Métal Hurlant (1981)
- The Long Tomorrow pour Blade Runner de Ridley Scott (1982)

## Ludographie
En 1995, il a influencé le design du jeu Panzer Dragoon sur Saturn. Il en a aussi signé l'illustration de jaquette pour l'édition originale japonaise. Il dessine la même année la jaquette du jeu vidéo Fade to Black.
En 1997 sort Pilgrim : Par le livre et par l'épée, un jeu sur PC d'après un scénario de Paulo Coelho dont il a conçu les personnages, avec les planches disponibles sur un CD bonus.
En 2004 sort Seven Samurai 20XX, un jeu sur PlayStation 2 développé au Japon dont il a conçu les personnages.
De nombreux jeux vidéo s'inspirent de son style graphique :
- Gravity Rush (2012)
- Sable (2021)[27]
- Chants of Sennaar (2023)[28]
- Synergy[29] (2024)

## Principales expositions

### En France
- 1997 : Météorites ?... Mégalithes ! (avec Mezières, Caza, Vatine et Beb-Deum). À cette occasion, la sculpture d'un Pif-Paf adossé à un Cristal Majeur est exposée[30]. L'exposition est présentée dans les festivals de bande dessinée de Colomiers, Chambéry, Illzach, Darnetal, au festival de science-fiction de Roanne, au festival du court métrage de Clermont-Ferrand ainsi que dans treize autres villes françaises
- 4 décembre 1998 - 3 janvier 1999 : 100 millions d'images (avec Druillet...), musée d’art contemporain, Lyon
- 30 juin - 14 novembre 1999 : 1 monde réel, Fondation Cartier, Paris
- 26 janvier - 3 septembre 2000 : Trait de génie - Giraud Moebius, musée de la bande dessinée, Angoulême
- 10 octobre 2000 - 7 janvier 2001 : Maîtres de la bande dessinée européenne (averc Hergé, Franquin...), BnF, Paris
- 3 - 24 octobre 2001 : Mystère Montrouge, Hôtel de ville, Montrouge
- 1 décembre 2004 - 13 mars 2005 : Miyazaki Mœbius, musée de la Monnaie, Paris
- 22 juin - 21 juillet 2005 : Mythes Grecs, galerie Stardom, Paris
- 13 décembre 2005 : Jardins d’Eros, galerie Stardom, Paris
- 3 février - 21 mai 2006 : Dormir, rêver... et autres nuits (avec Mc Cay, Ben, Warhol...), CAPC - musée d’Art contemporain, Bordeaux.
- 27 octobre 2006 - 27 janvier 2007 : Boudha line, galerie Stardom, Paris
- Mai 2007 : Hommage au Major, galerie Stardom, Paris
- Juin 2008 : Fou et Cavalier, Espace Cortambert (Mœbius Production).
- 27 novembre 2009 :  Arzak, destination Tassili , immeuble SFL du 103, rue de Grenelle à Paris 7e (coproduction Espace Cortambert / SFL / Mœbius Production)[31].
- 12 octobre 2010 - 13 mars 2011 : Mœbius Transe Forme, Fondation Cartier, Paris[32].
- 17 juin 2011 - 31 décembre 2011 : Mœbius multiple(s), Musée Thomas-Henry, Cherbourg[33]
- 21 octobre 2017 - 21 janvier 2018 : Inside Mœbius, l'alchimie du trait, Hôtel Départemental des Arts, Toulon[34]
- Mai 2019 - Octobre 2019 : 40 jours dans le désert B, MuSaMa, Marseille.
- 24 novembre 2019 - 22 mars 2020 : Blueberry sur la piste de l’Épau, Abbaye Royale de l’Épau, Le Mans.
- 13 janvier 2025 - 9 mars 2025 : Mœbius Note Harmonie : Un voyage entre musique et illustration, Espace Carpeau, Courbevoie.

### En Italie
- 10 octobre - 9 novembre 1997 : Moebius Infinito, Magazzini Ferroviari ai Lolli, Palerme
- 29 novembre 1997 - 11 janvier 1998 : Moebius Infinito, Palazzo Bagatti Valsecchi, Milan
- 7 février - 29 mars 1998 : Moebius Infinito, Fondazione Querini Stampalia, Venise
- 11 mai - 24 octobre 2019 : The Beautiful Travels of Mœbius  - By way of Venice, CA’ASI Palazzo Santa Maria Nova Campiello, dans le cadre de la 58e Biennale des Arts de Venise, Italie.
- 10 juillet 2021 - 4 octobre 2021 : Moebius Alla ricerca del tempo, Musée Archéologique National de Naples (MANN), Italie.

### En Allemagne
- Janvier - février 2003 : grande exposition au musée d’Art contemporain de Karlsruhe
- Mai - juin 2000 : grande exposition à Erlangen
- 15 septembre 2019 - 16 février 2020 : Moebius, grande exposition au Max Ernst Museum, Brühl, Allemagne.

### En Espagne
- 1992 : CRISTAL SAGA 22, Galerie 4rt, Barcelone.
- Mai - août 2022 : Comic, suenos e historia, CaixaForum, Madrid.

### Autres
- Été 1991 : maison de la Culture Frontenac à Montréal, Canada.
- Juin 2003 : grande exposition à Kemi, Finlande.
- 16 novembre - 31 décembre 2003 : Giraud Moebius, Grand Manège, Liège, Belgique.
- Mai 2007 : exposition à Séoul, Corée du Sud.
- Mai 2009 : exposition au musée du manga de Kyoto, Japon.

## Décorations
- Chevalier de l'ordre national du Mérite
- Commandeur de l'ordre des Arts et des Lettres

## Récompenses
- 1971 :  Prix Saint-Michel du meilleur dessinateur européen
- 1974 :  Prix Shazam de la meilleure série étrangère de bande dessinée pour Blueberry (avec Jean-Michel Charlier)
- 1975 :  Prix Yellow-Kid du dessinateur étranger, pour l'ensemble de son œuvre
- 1976 :  Grand Prix Saint-Michel pour Arzach
- 1977 :  Prix du meilleur dessinateur français au Festival d'Angoulême[35]
- 1979 :  Prix Adamson du meilleur auteur international de bande dessinée pour l'ensemble de son œuvre
- 1980 :  Prix Yellow-Kid de l'auteur étranger, pour l'ensemble de son œuvre
- 1980 :  Grand prix de la science-fiction française, prix spécial, pour Major Fatal
- 1981 :  Grand prix de la ville d'Angoulême[36]
- 1985 :  Grand prix d'arts graphiques au Festival d'Angoulême
- 1986 :  Prix Inkpot
- 1988 :  Prix Harvey de la meilleure édition américaine d'une œuvre étrangère, pour tous ses albums traduits
- 1989 :  Prix Eisner de la meilleure série limitée, pour Silver Surfer : Parabole (avec Stan Lee)
- 1989 :  Prix Harvey de la meilleure édition américaine d'une œuvre étrangère pour L'Incal (avec Alejandro Jodorowsky)
- 1991 :  Prix Eisner de la meilleure histoire ou sortie (Best Story or Single Issue) pour Concrete celebrates Earth Day (avec Paul Chadwick et Charles Vess)
- 1991 :  Prix Harvey de la meilleure édition américaine de matériel étranger pour Blueberry
- 1997 :  Inclus au Temple de la renommée Jack Kirby
- 1998 :  Prix Micheluzzi de la meilleure bande dessinée (réédition) pour L'Incal lumière (avec Alejandro Jodorowsky)
- 1998 :  Inclus au Temple de la renommée Will Eisner
- 2000 : 
  -  Prix Max et Moritz exceptionnel pour l'ensemble de son œuvre
  -  Prix Sproing de la meilleure bande dessinée étrangère pour Blueberry : Geronimo l'Apache
- 2001 :  Prix Haxtur de la meilleure histoire longue pour Le Cœur couronné (avec Alejandro Jodorowsky)
- 2003 :  Prix Haxtur de l'« auteur que nous aimons », pour l'ensemble de sa carrière
- 2004 :  Prix Albert-Uderzo pour l'ensemble de sa carrière
- 2011 :  Insignes de chevalier dans l'ordre national du Mérite, remise par Laurent Wauquiez

À titre posthume
- 2017 :  Prix Eisner de la meilleure édition américaine d'une œuvre internationale pour Le Monde d'Edena

#### Monographies
- Numa Sadoul (dir.) et Mœbius (interviewé), Mister Mœbius et Docteur Gir, Paris, Albin Michel, coll. « Graffiti », 1976, 94 p. (ISBN 2-226-00266-9).
- Thierry Smolderen, Les Carnets volés du major, Bruxelles, Schlirf book, 1983 (BNF 43429832).
- L'Univers de Gir, Paris, Dargaud, coll. « L'univers de… », 1986, 94 p. (ISBN 2-205-02945-2).
- Jean Annestay, Les Mystères de l'incal, Paris, Les Humanoïdes Associés, 1989.
- Numa Sadoul (dir.) et Mœbius (interviewé), Entretiens avec Mœbius, Tournai, Casterman, 1991, 198 p. (ISBN 2-203-38015-2).
- Nathalie Coucke, Un singulier pluriel : Jean Giraud-Mœbius, Paris, Vertige Graphic, coll. « Tracés » (no 3), 1992, 62 p. (ISBN 2-908981-01-7).
- Daniel Pizzoli, Il était une fois Blueberry, Dargaud, 1995
- Jean Giraud, Mœbius/Giraud : Histoire de mon Double, Paris, Numéro Un, 1999, 214 p. (ISBN 2-86391-835-4).
- Thierry Groensteen, Trait de génie : Giraud / Mœbius, Angoulême, Musée de la bande dessinée, 2000, 48 p. (ISBN 2-907848-24-0).
- Daniel Pizzoli, Moebius ou les errances du trait, P.L.G., 2013
- Moebius métamorphe, collectif, Les Humanoïdes Associés, 2021  (ISBN 978-2731697872).
- Jean-Clet Martin, De Blueberry à L'Incal - Lire Giraud / Moebius, Les Impressions Nouvelles, 2022  (ISBN 2874499250).
- Christophe Quillien, Jean Giraud alias Mœbius, Seuil, 2024, 592 p.  (ISBN 978-2-02-147719-1)

#### Articles
- Vincent Bernière, « Alejandro Jodorowsky et Mœbius : La Folle du Sacré-Cœur », dans Les 100 plus belles planches de la BD érotique, Beaux-Arts éditions, 2015 (ISBN 979-1020402011), p. 82-83.
- Gir (int. par Claude Moliterni), « Gir », Phénix, no 14,‎ 4e trim. 1970, p. 3-16.
- Gir (int. Erik Svane), « Gir / Mœbius », Swof, no 24,‎ printemps 1997, FB34-39 & 44-49 et US36-45 (tête-bêche ).
- Jean Giraud (int. par Erik Svane), « Jean Giraud », Swof, no HS 2 « Spécial Westerns Charlier »,‎ printemps 2000, p. 6-20 & 36-39.
- Jean Giraud (int. par François Armanet et Bernard Géniès), « Mœbius, le seigneur de l'anneau », sur Le Nouvel Observateur, 13 mars 2012.

### Vidéographie
- 1987 - The Masters of Comic Book Art de Ken Viola (États-Unis, 60 minutes)
- 1994 - La Constellation Jodorowsky -- Dans ce documentaire, Jean Giraud parle de sa collaboration avec Alejandro Jodorowsky sur le projet pharaonique du film Dune, ainsi que sur les bandes dessinées L'Incal et Le Cœur couronné. Dans la séance de psychogénéalogie qui conclut ce film, il joue le rôle du père du cinéaste Louis Mouchet.
- 2000 - Mister Gir & Mike S. Blueberry de Damian Pettigrew, documentaire du Musée de la Bande dessinée d'Angoulême (France, 2000, 55 minutes)
- 2006 - Mœbius Redux: A Life in Pictures de Hasko Baumann, documentaire de la ZDF (Allemagne, 2006, 68 minutes)
- 2007 - In Search of Moebius (documentaire de BBC 4)
- 2007 - Jean Van Hamme, William Vance et Jean Giraud à l'Abbaye de l'Épau, documentaire de FGBL Audiovisuel (France, 2007, 70 minutes)
- 2010 - MétaMœbius : Giraud-Mœbius, métamorphoses de Damian Pettigrew, coécrit par Jean Giraud, documentaire de CinéCinéma et la Fondation Cartier pour l'art contemporain (France, 2010, 70 minutes et 52 minutes)
- Interview Mœbius - L’éternel voyageur, vidéo sur fascineshion.com